# Widder Félix Bódog
Widder Félix Bódog (Arad, 1874. április 28. – Budapest, 1939. szeptember 26.), eredetileg Widder Bódog, művészneve: Widder Félix, magyar festő, grafikus és tanár.

## Családja

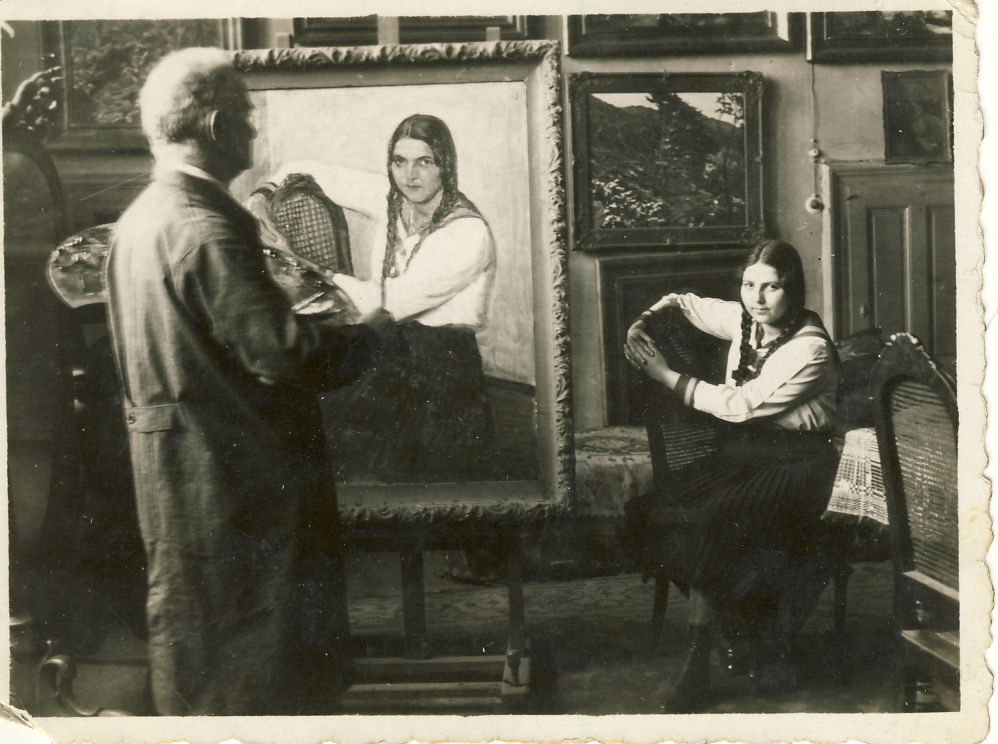
Widder Félix Bódog a lányáról, Magdáról, Vihar Judit édesanyjáról készít portrét.

Widder Dávid (1840–1906) és Nagel Anna (Nina) (1849–1920) második gyermekeként született. Öt testvére született, akik közül egy meghalt a világra jöttét követően. Testvérei voltak: a bátyja Widder Károly (1873–1924) kereskedő, a húga Dróth Zsigmondné Widder Klára (1875?–1957) és két öccse: Widder Emil bankhivatalnok és Widder Marcell (?–1942) kereskedő. Widder Félix felesége Kálmán Józsa volt, akitől két gyermeke született: Widder Magd(oln)a (1915–2002) és Widder Gábor (1918–1943), aki édesapjához hasonlóan a festészetet választotta hivatásául, és 1943. januárjában halt meg Sztálingrádnál. Gábor nem alapított családot, Magda viszont feleségül ment Vihar Béla költőhöz, akitől egy lánya, Vihar Judit irodalomtörténész és műfordító, valamint egy fia, Vihar Gábor (1948–1975) született. Widder Félix lányunokájának, Vihar Juditnak az első férje Mártonfi Ferenc (1945–1991) sinológus nyelvész volt, akitől született a fia, Widder Félix dédunokája, Mártonfi Attila nyelvész.

## Élete
A budapesti Evangélikus Elemi Iskolában kezdte alapfokú tanulmányait. Felsőfokú képzésben a Magyar Királyi Mintarajztanoda és Rajztanárképezdében részesült Székely Bertalan tanítványaként.
Majd a müncheni Képzőművészeti Akadémián, valamint a párizsi Julian Akadémián bővítette tudását. Képességeit 1903-tól a nagybányai Szabadiskola növendékei között fejlesztette tovább. A budapesti Zsidó Gimnázium rajztanára lett, és a tanítás mellett minden idejét a festészetnek szentelte. A művészetért magáért alkotott, képeit nem adta el, sokkal inkább elajándékozta azoknak, akikről tudta, megbecsülik munkáját. Teréz körúti műtermében sok barátja megfordult, köztük Nagy István, Börzsönyi Kollarits Ferenc. Tanítványa volt Goldmann György is, aki a síremlékét elkészítette. Ez az alkotás Goldmann utolsó munkája volt 1941-ben, és a Kozma utcai izraelita temetőben látható.

## Munkássága
Pályájának kezdetén inkább portrékat készített. Híresek önarcképei, az Olvasó nő, az Anyám című alkotásai e korai korszakból. Először 1901-ben szerepelt munkája a Műcsarnokban. Első jelentősebb kiállítását 1914-ben a Könyves Kálmán Szalonban rendezték meg. Az 1920-as években több kiállításon is megjelentek képei a Műcsarnokban, így 1921-ben, az 1923-as tavaszi, az 1926-os őszi és az 1929-es téli kiállításokon is.
Igazi hangját, a tájfestészetet az 1930-as években találta meg. Tanári állása lehetővé tette, hogy beutazza egész Európát, Észak-Afrikát, valamint Magyarország számos festői táját: Diósjenőt, Nógrádverőcét, Zebegényt és más vidékeket. Jórészt az ekkor készült képek voltak láthatók a Magyar Nemzeti Galériában 1971-ben megrendezett emlékkiállításán. Utazásai során nem vázlatokat készített, hanem festőállvánnyal felszerelkezve azonnal megörökítette a számára érdekes motívumokat. Ez a szabadban való festés alapozta meg látásmódjának impresszionista jellegét. Képein szinte megszemélyesíti a természetet: nála egy fa, egy gyökér, egy szikla a maga életét éli, mozog, lélegzik és szenvedélyről árulkodik. A Tektonikus erők, A fák tánca, A fa menyegzője és más képein ősi erők csapnak a tájban össze, ahol az ember csupán szemlélő lehet. Kavargó vonalaiban olykor a Van Gogh-i természet lihegése érződik, drámaivá hevül. Képeinek erőteljességét, vibrálását fokozza, hogy spachtlival vitte fel a maga készítette festéket a vászonra. 2003-ban a Kék Galériában rendeztek neki sikeres kiállítást. Widder Félix Bódog hagyatéka, az olajképek, pasztellek, akvarellek olyan értéket képeznek, amelyek a 20. század első harmadában született festészet szerves részét alkotják.  

## Művei

### Képgaléria

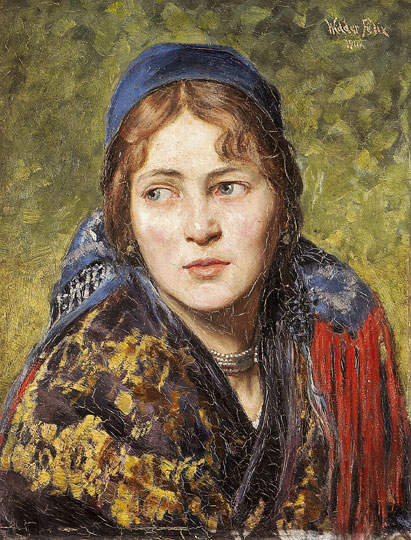
Menyecske, 1902
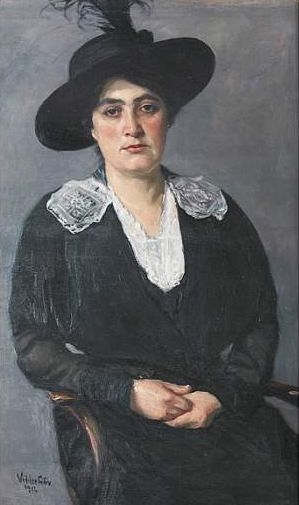
Feleségem portréja, 1916
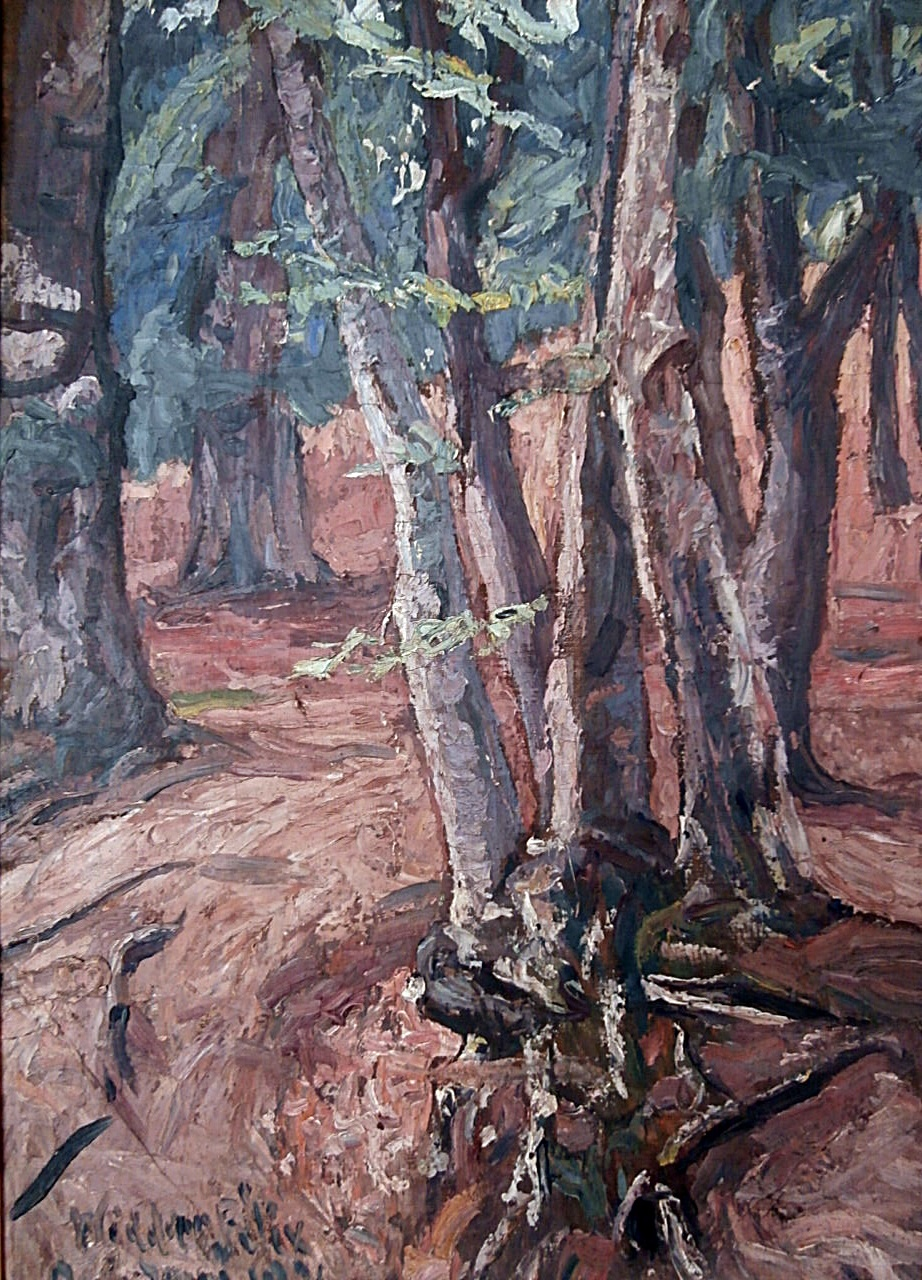
Diósjenő, 1926
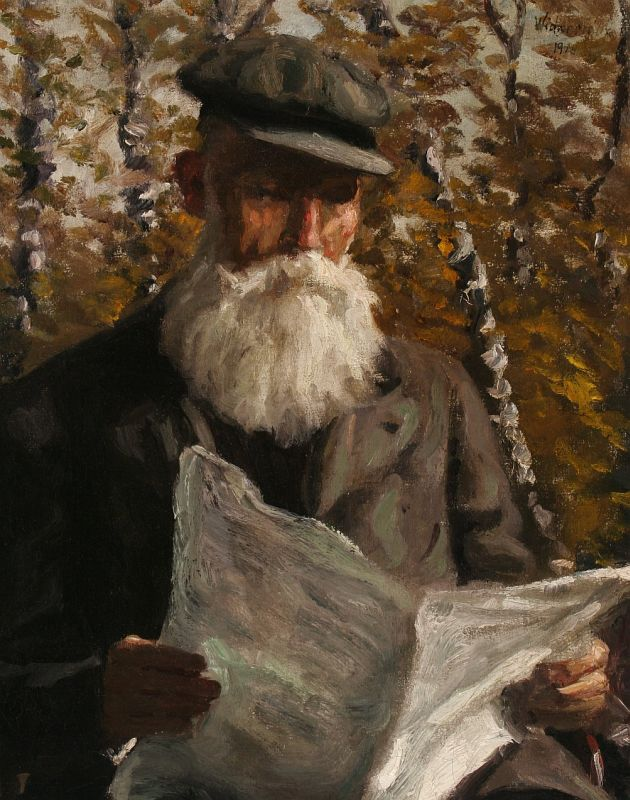
Mednyánszky, 1919
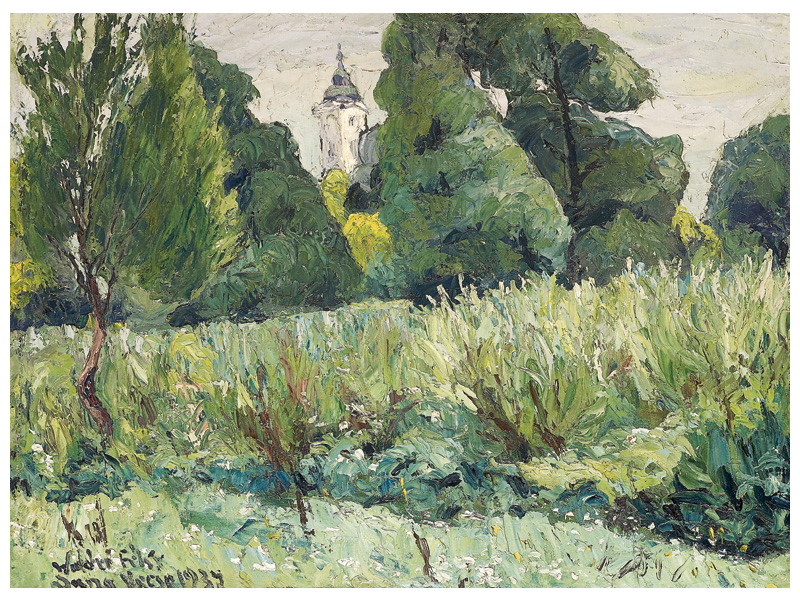
Dunavecse, 1939
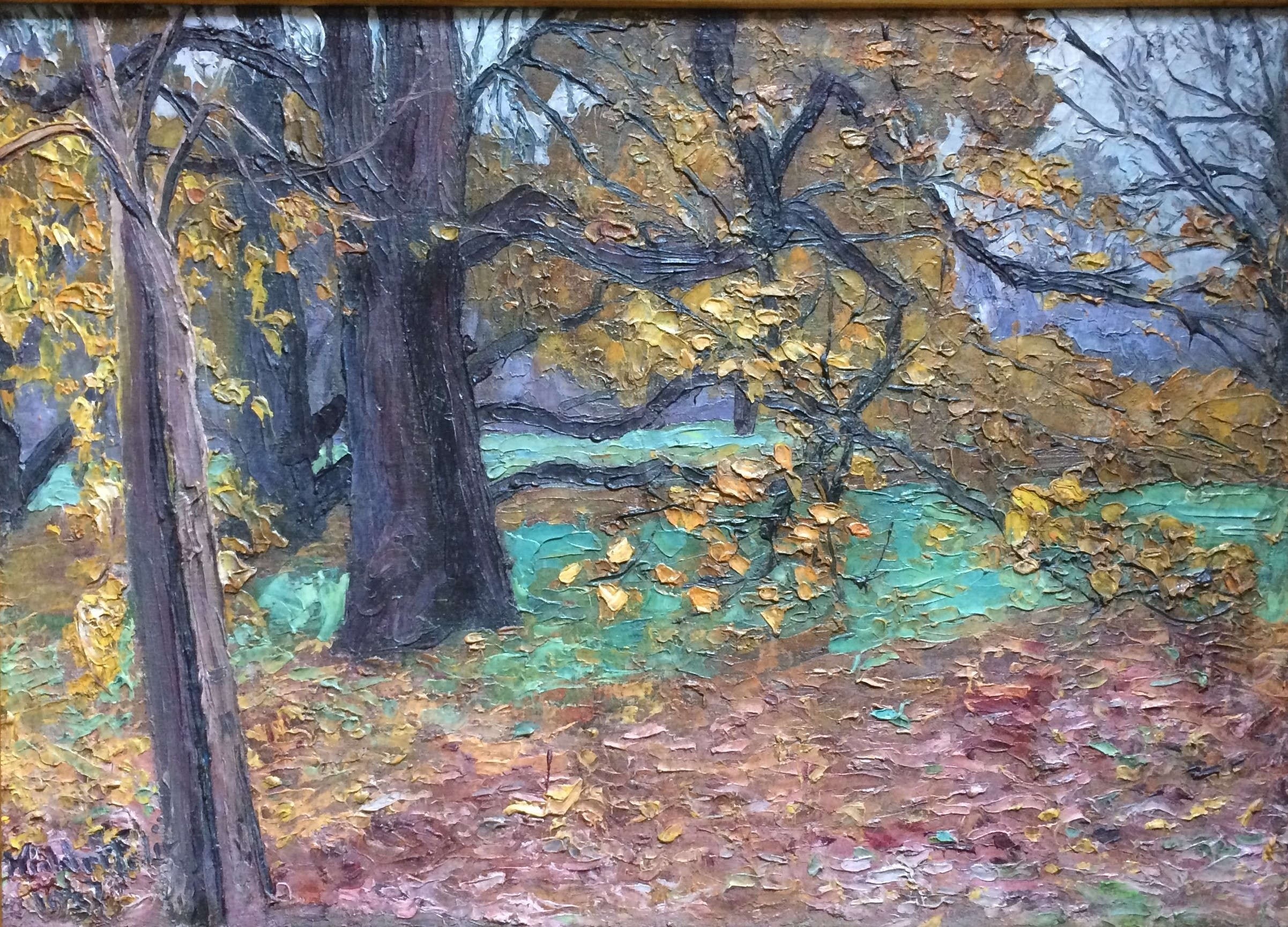
Őszi erdő, 1937
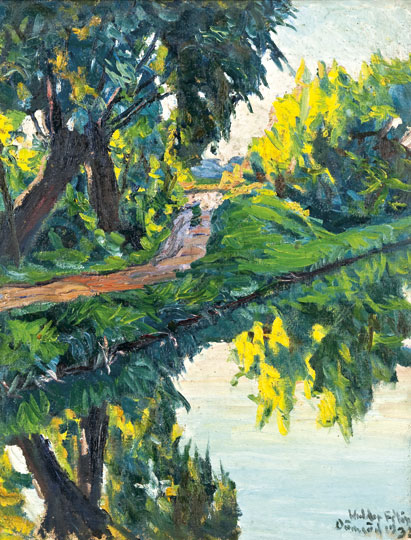
Dömsöd, 1932.
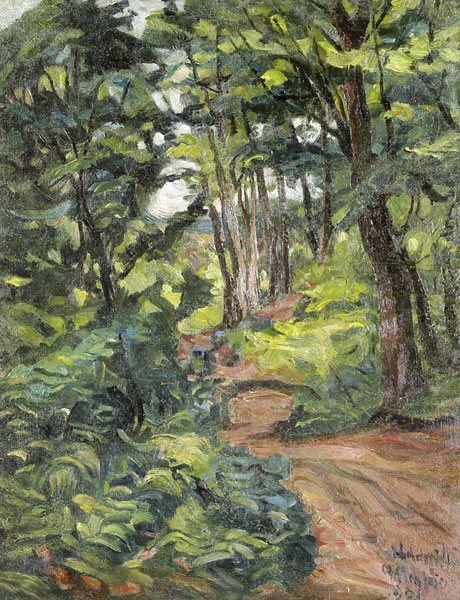
Mátrafüred, 1921.
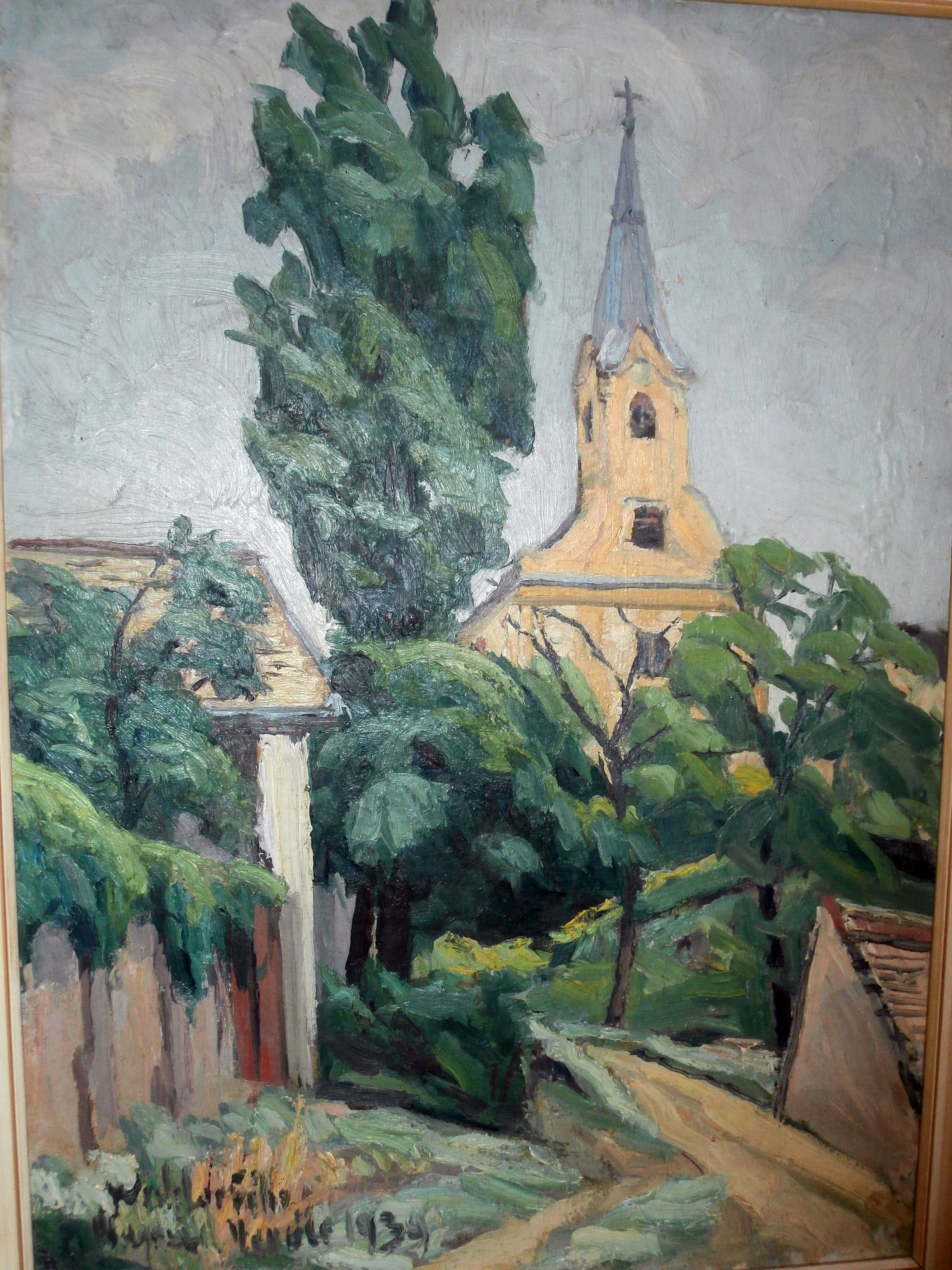
VERŐCEI TEMPLOM 1939
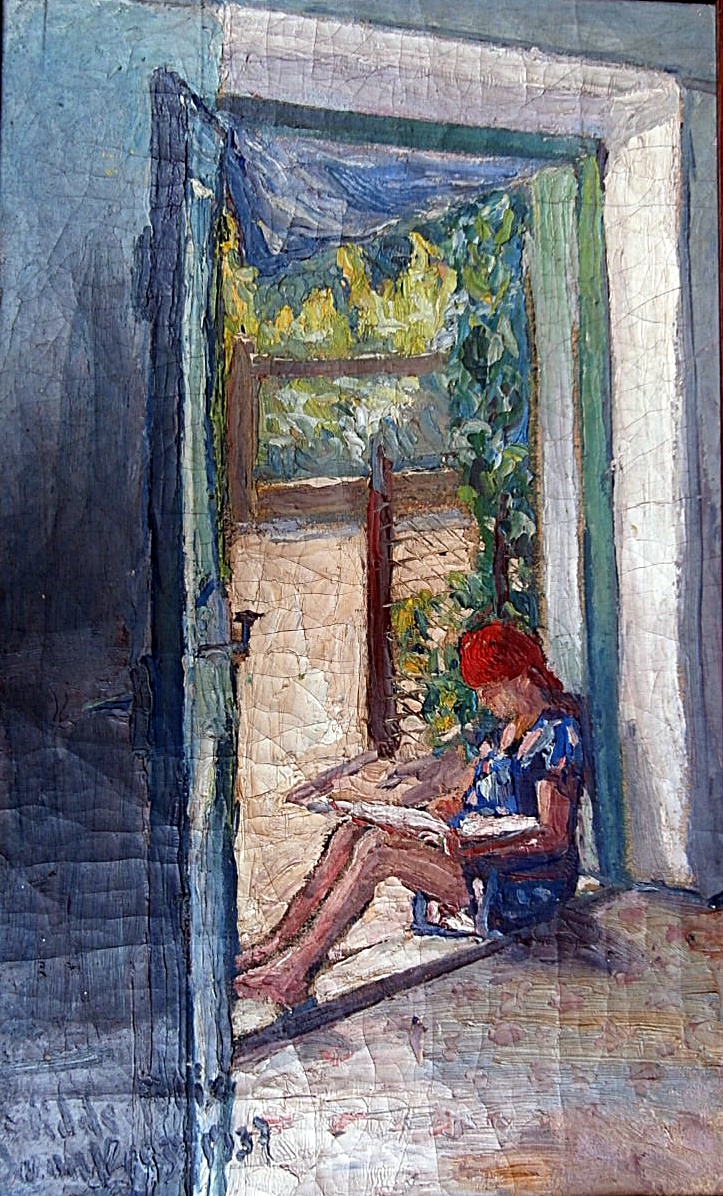
kép Börzsönyben, 1937
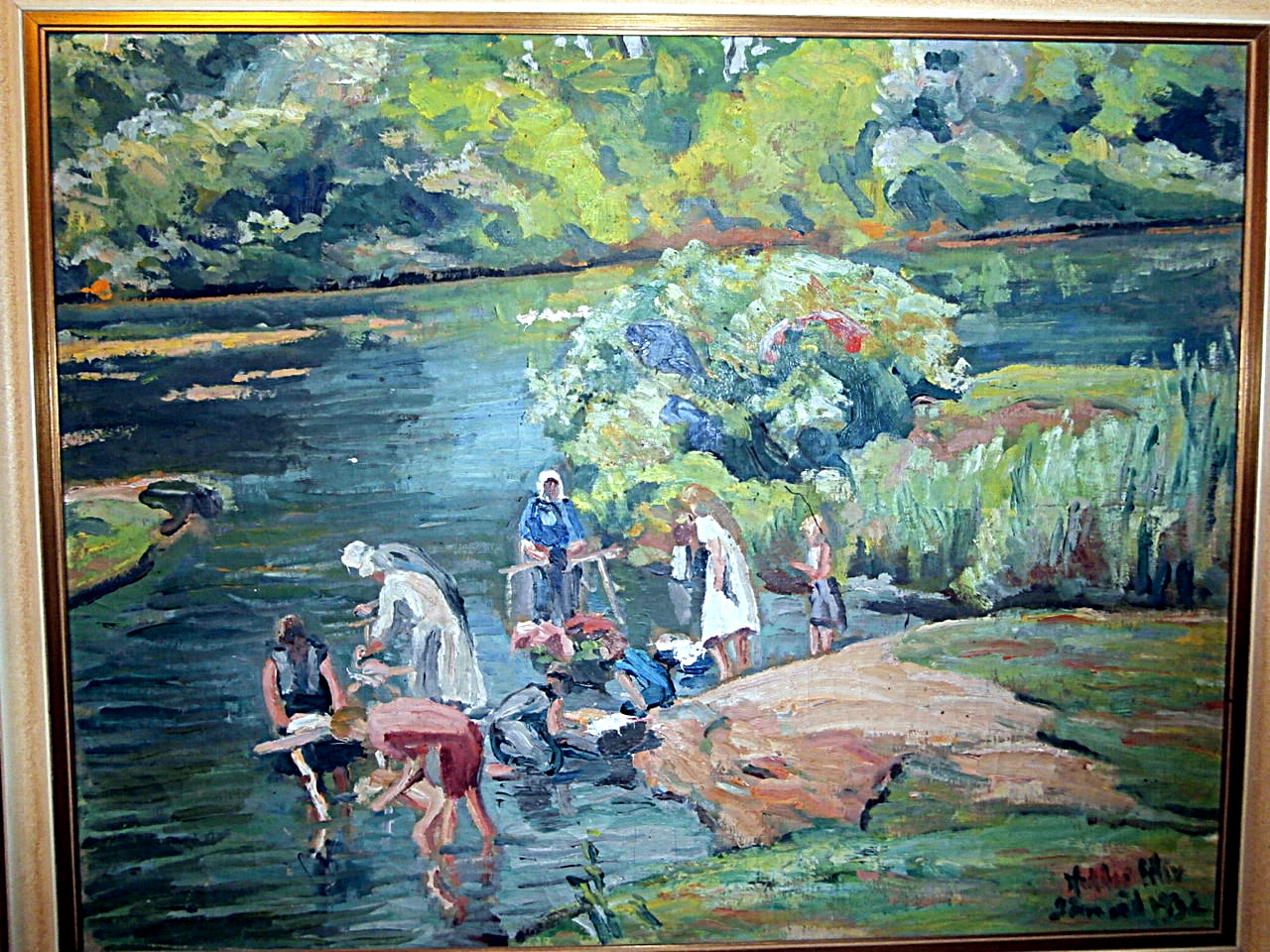
Nagymosás, 1932
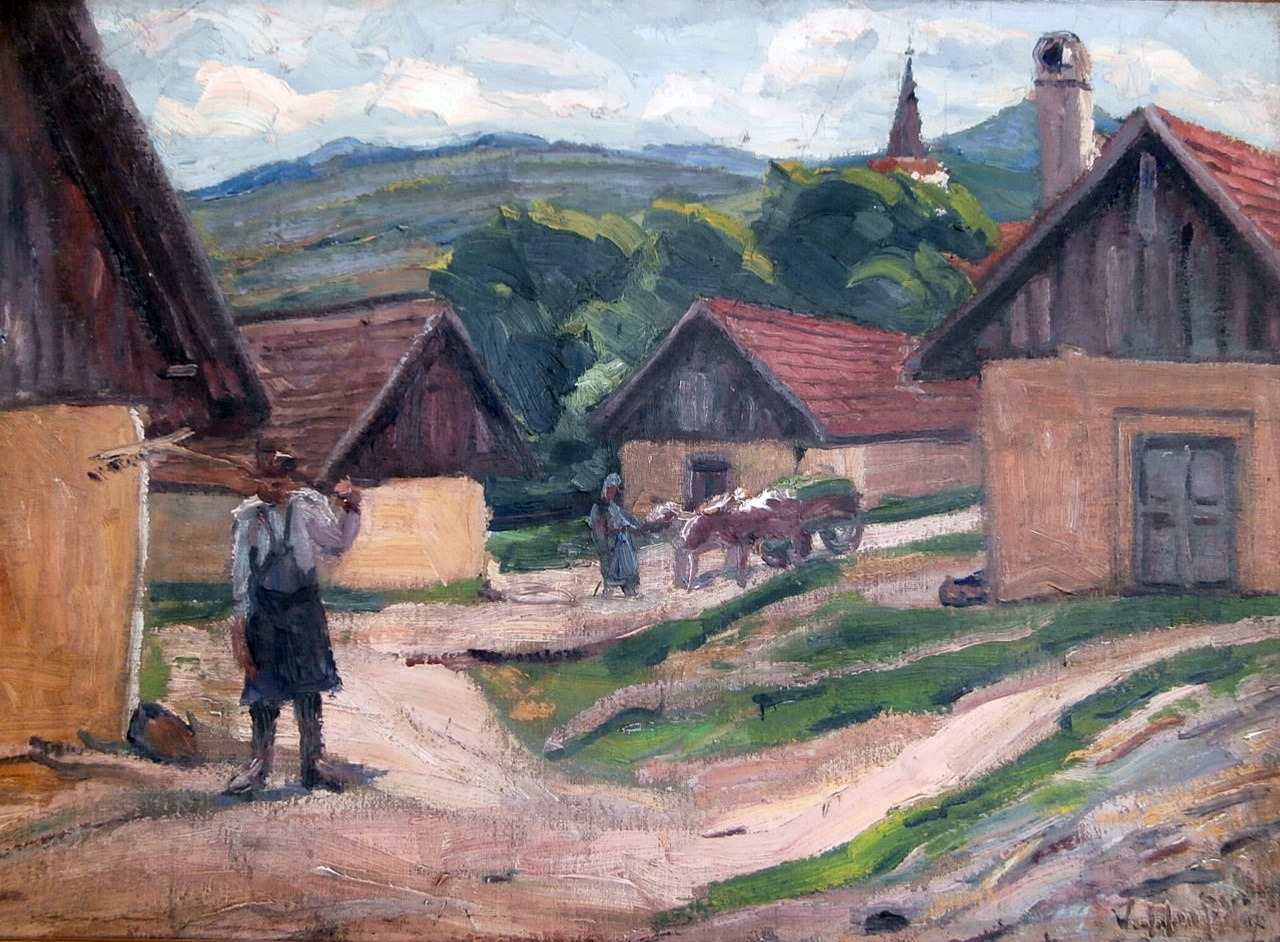
Falusi házak